# Boston Marathon 1987
De Boston Marathon 1987 werd gelopen op maandag 20 april 1987. Het was de 91e editie van deze marathon.
De Japanner Toshihiko Seko finishte bij de mannen  als eerste in 2:11.50. De Portugese Rosa Mota won bij de vrouwen in 2:25.21.
In totaal finishten er 5369 marathonlopers, waarvan 4576 mannen 793 vrouwen.

## Uitslagen

### Mannen
| rang   | naam               | land | tijd    |
| ------ | ------------------ | ---- | ------- |
| Goud   | Toshihiko Seko     | JPN  | 2:11.50 |
| Zilver | Steve Jones        | WAL  | 2:12.37 |
| Brons  | Geoffrey Smith     | ENG  | 2:12.42 |
| 4      | David Gordon       | USA  | 2:13.30 |
| 5      | Tomoyuki Taniguchi | JPN  | 2:13.40 |
| 6      | Robert de Castella | AUS  | 2:14.24 |
| 7      | Dirk Vanderherten  | BEL  | 2:15.02 |
| 8      | Eddy Hellebuyck    | BEL  | 2:15.16 |
| 9      | Hideki Kita        | JPN  | 2:15.23 |
| 10     | Ken A. Martin      | USA  | 2:15.41 |
| 11     | Juma Ikangaa       | TAN  | 2:16.17 |
| 12     | Abraha Arega       | ETH  | 2:16.23 |
| 13     | Richard Umberg     | SUI  | 2:17.01 |
| 14     | John Treacy        | IRL  | 2:17.50 |
| 15     | Bill Rodgers       | USA  | 2:18.18 |
| 16     | Jean-Jacques Padel | FRA  | 2:18.49 |
| 17     | Bruce Bickford     | USA  | 2:18.57 |
| 18     | Yoji Takahashi     | JPN  | 2:19.03 |
| 19     | Ed Eyestone        | USA  | 2:19.19 |
| 20     | Robert Yara        | USA  | 2:20.19 |
| 21     | Kari Suominen      | FIN  | 2:21.10 |
| 23     | Domingo Tibaduiza  | COL  | 2:21.35 |
| 24     | David J. Clark     | SCO  | 2:21.37 |

### Vrouwen
| rang   | naam                   | land | tijd    |
| ------ | ---------------------- | ---- | ------- |
| Goud   | Rosa Mota              | POR  | 2:25.21 |
| Zilver | Agnes Pardaens         | BEL  | 2:29.50 |
| Brons  | Ria Van Landeghem      | BEL  | 2:29.56 |
| 4      | Odette LaPierre        | CAN  | 2:31.36 |
| 5      | Sinikka Keskitalo      | FIN  | 2:33.58 |
| 6      | Evy Palm               | SWE  | 2:36.24 |
| 7      | Ellen Rochefort        | CAN  | 2:36.42 |
| 8      | Leatrice Hayer         | USA  | 2:37.58 |
| 9      | Jacqueline Gareau      | CAN  | 2:40.40 |
| 10     | Lisa Larsen-Weidenbach | USA  | 2:43.06 |
| 11     | Ena Guevara            | PER  | 2:44.38 |
| 12     | Tuija Toivonen         | FIN  | 2:44.39 |
| 13     | Nancy Corsaro          | USA  | 2:46.10 |
| 14     | Christina Skarvelis    | USA  | 2:46.52 |
| 15     | Christine Iwahashi     | USA  | 2:49.42 |
| 16     | Kimberly Moody         | USA  | 2:49.46 |
| 17     | Ann Wehner             | USA  | 2:50.21 |
| 18     | Lynn Dobkowski         | USA  | 2:52.31 |
| 19     | Cheryl Boessow         | USA  | 2:52.43 |
| 20     | Claudia Ciavarella     | USA  | 2:54.02 |
| 21     | Kathy Culla            | USA  | 2:54.03 |
| 22     | Rejane Plante          | CAN  | 2:54.14 |
| 23     | Christine Gibbons      | USA  | 2:54.22 |
| 24     | Jane Hutchison         | USA  | 2:55.04 |

1897 ·
1898 ·
1899 ·
1900 ·
1901 ·
1902 ·
1903 ·
1904 ·
1905 ·
1906 ·
1907 ·
1908 ·
1909 ·
1910 ·
1911 ·
1912 ·
1913 ·
1914 ·
1915 ·
1916 ·
1917 ·
1918 ·
1919 ·
1920 ·
1921 ·
1922 ·
1923 ·
1924 ·
1925 ·
1926 ·
1927 ·
1928 ·
1929 ·
1930 ·
1931 ·
1932 ·
1933 ·
1934 ·
1935 ·
1936 ·
1937 ·
1938 ·
1939 ·
1940 ·
1941 ·
1942 ·
1943 ·
1944 ·
1945 ·
1946 ·
1947 ·
1948 ·
1949 ·
1950 ·
1951 ·
1952 ·
1953 ·
1954 ·
1955 ·
1956 ·
1957 ·
1958 ·
1959 ·
1960 ·
1961 ·
1962 ·
1963 ·
1964 ·
1965 ·
1966 ·
1967 ·
1968 ·
1969 ·
1970 ·
1971 ·
1972 ·
1973 ·
1974 ·
1975 ·
1976 ·
1977 ·
1978 ·
1979 ·
1980 ·
1981 ·
1982 ·
1983 ·
1984 ·
1985 ·
1986 ·
1987 ·
1988 ·
1989 ·
1990 ·
1991 ·
1992 ·
1993 ·
1994 ·
1995 ·
1996 ·
1997 ·
1998 ·
1999 ·
2000 ·
2001 ·
2002 ·
2003 ·
2004 ·
2005 ·
2006 ·
2007 ·
2008 ·
2009 ·
2010 ·
2011 ·
2012 ·
2013 ·
2014 ·
2015 ·
2016 ·
2017 ·
2018 ·
2019 ·
2020 ·
2021 ·
2022